# Osamu Hirose
Osamu Hirose (広瀬 治 Hirose Osamu?,  nacido el 6 de junio de 1965 en Saitama) es un exfutbolista japonés. Jugaba de centrocampista y su último club fue el Urawa Reds de Japón.

## Trayectoria

### Clubes
| Club       | País  | Año         |
| ---------- | ----- | ----------- |
| Urawa Reds | Japón | 1984 - 2000 |